# Бжозово-Хшчонкі
Бжозово-Хшчонкі (пол. Brzozowo-Chrzczonki) — село в Польщі, у гміні Посвентне Білостоцького повіту Підляського воєводства.
Населення — 47 осіб (2011).

## Демографія
Демографічна структура станом на 31 березня 2011 року:
|          | Загалом | Допрацездатний вік | Працездатний вік | Постпрацездатний вік |
| -------- | ------- | ------------------ | ---------------- | -------------------- |
| Чоловіки | 26      | 4                  | 17               | 5                    |
| Жінки    | 21      | 5                  | 8                | 8                    |
| Разом    | 47      | 9                  | 25               | 13                   |